# Убрать с дороги
«Убрать с дороги» — драма 1990 года режиссёра Майкла Миллера. Экранизация произведения Брайена Гарфилда.

## Сюжет
Лони Андерсон живёт красивой жизнью модели, имея успешную карьеру, мужа и ребёнка. Но однажды она узнаёт, что её муж — бандит и замешан в делишках с наркотиками и рэкетом. Тогда она сбегает от него, не взяв ничего кроме чемодана с миллионом. Позже, когда она опомнилась и позволила проявиться материнским чувствам, женщина объединяется с лётным инструктором и решает вернуться, чтобы побороться с мужем и вернуть свою дочь.

## В ролях
- Лони Андерсон
- Джон Херд
- Джеймс Ноутон